# 树形疣灯藓
树形疣灯藓（学名：Trachycystis ussuriensis）为提灯藓科疣灯藓属下的一个种。其种加词“ussuriensis”意为“乌苏里的”。